# ウォルター・ラング
ウォルター・ラング（Walter Lang、1896年8月10日 - 1972年2月7日）は、アメリカ合衆国の映画監督。テネシー州メンフィス出身。

## 略歴
メンフィスで育ち、若くしてニューヨークに出、映画製作会社で働くようになる。助監督を経て1925年にサイレント映画『The Red Kimona』でデビュー。1956年、映画『王様と私』がアカデミー作品賞、監督賞など9部門でノミネートされ、主演男優賞（ユル・ブリンナー）、ミュージカル映画音楽賞、美術監督・装置賞(カラー)、衣装デザイン賞(カラー)、録音賞の5部門で受賞した。
1937年に女優のMadalynne Fieldと結婚し、二人はラングの死まで連れ添った。息子のリチャードはテレビ番組の監督となった。

## 主な監督作品
- 紅蘭 No More Orchids (1932)
- 駄法螺男爵 Meet the Baron (1933)
- 曲芸団 The Mighty Barnum (1934)
- 青春万歳 Hooray for Love (1935)
- テンプルちゃんの小公女 The Little Princess (1939)
- ステート・フェア State Fair (1945)
- センチメンタル・ジャーニー Sentimental Journey  (1946)
- 愉快な家族 Sitting Pretty (1948)
- 一ダースなら安くなる Cheaper by the Dozen (1950)
- 僕は御免だ But Not For Me (1950)
- 南仏夜話・夫（ハズ）は僞者 (1951)
- わが心に歌えば With a Song in My Heart (1952)
- ショウほど素敵な商売はない There's No Business Like Show Business (1954)
- 王様と私 The King and I  (1956)
- デスク・セット Desk Set (1957)
- 僕は御免だ But Not for Me (1959)
- カンカン Can-Can (1960)
- 白雪姫と道化もの Snow White and the Three Stooges (1961)